# 2010年冬季奥林匹克运动会匈牙利代表团

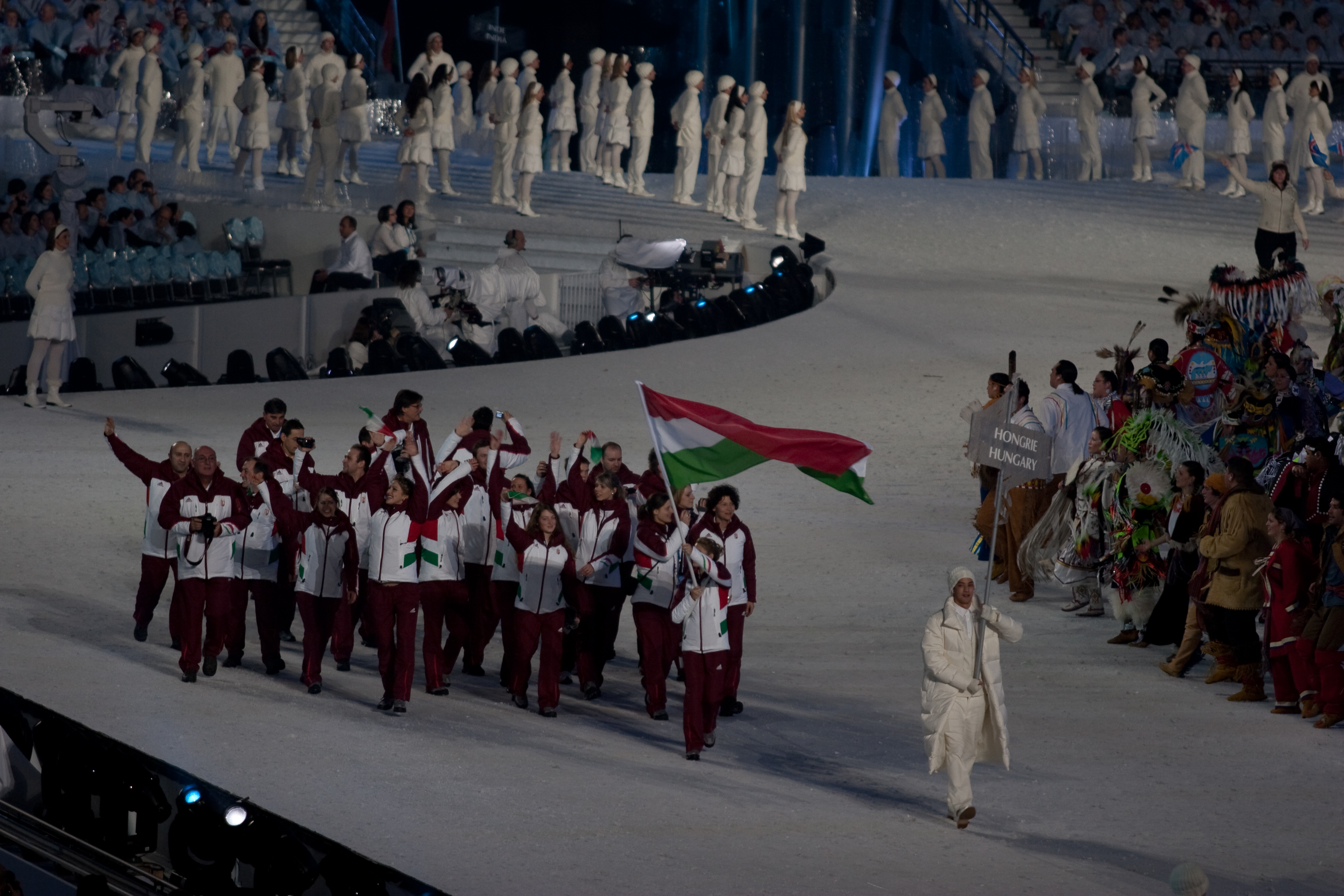
匈牙利代表團在開幕式上進場

2010年冬季奧林匹克運動會匈牙利代表團是匈牙利所派出的2010年冬季奧林匹克運動會代表團，共有15名運動員參與5個項目的賽事。最終無人贏得獎牌。